# 5e arrondissement de Cotonou
Pour les articles homonymes, voir 5e arrondissement.
Le 5e arrondissement de Cotonou est l'un des treize arrondissements de la commune de Cotonou dans le département du Littoral au Bénin.

## Géographie
Le 5e arrondissement de Cotonou est situé dans le Sud du Bénin et compte quinze quartiers que sont Guincome, Tokpa Hoho, Wlacodji Kpodji, Wlacodji Plage, Dota, Gbeto, Mifongou, Zongo Ehuzu, Zongo Nima, Jonquet, Bocossi Tokpa, Gbedokpo, Missèbo, Missite et Nouveau Pont.

## Démographie
Selon le recensement de la population de 2013 conduit par l'Institut national de la statistique et de l'analyse économique (INSAE), le 5e arrondissement de Cotonou compte 20 039 habitants.

### Galerie de photo

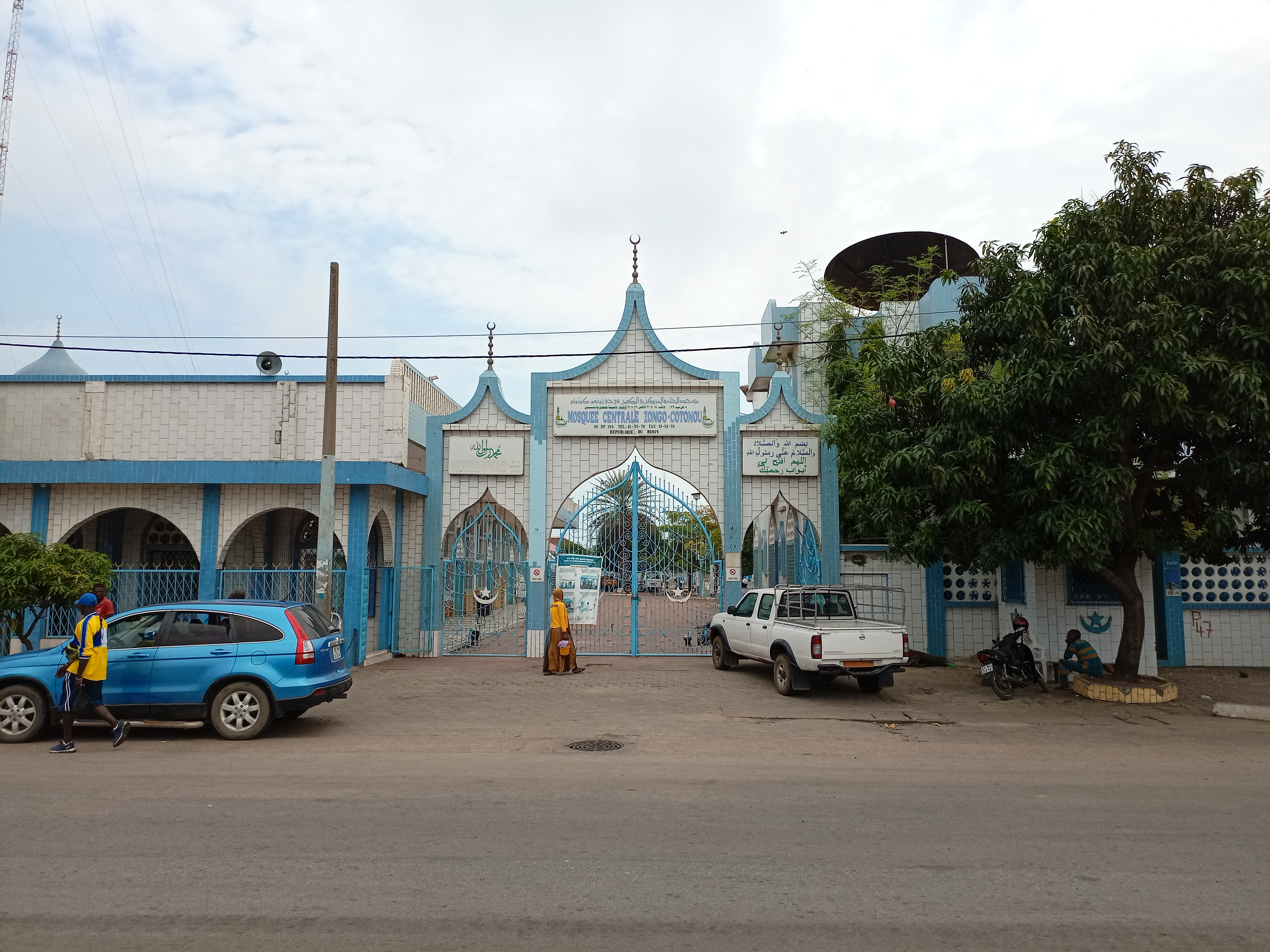
Mosquée Centrale de Zongo à Cotonou
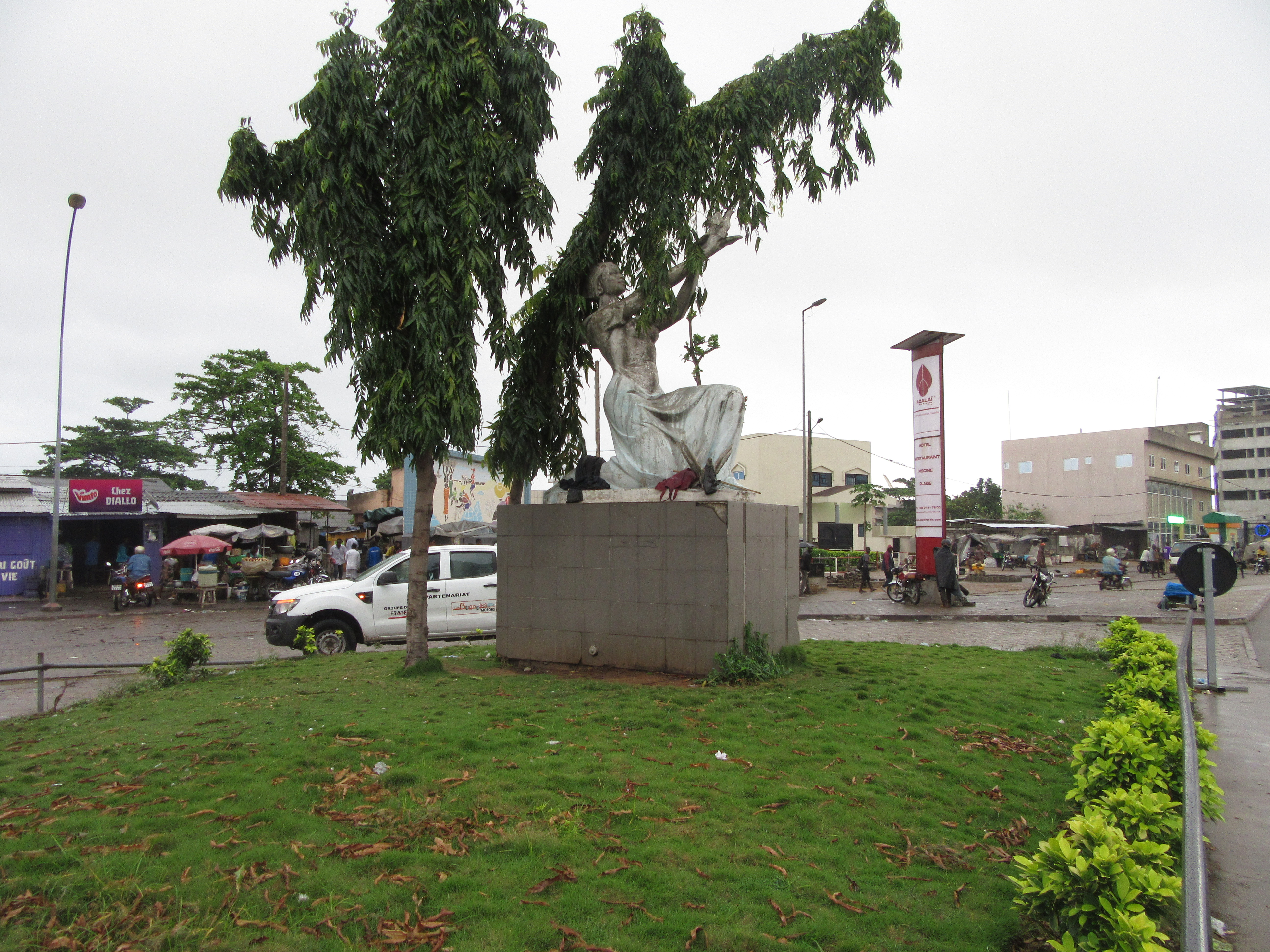
Le Monument de la paix à Cotonou au Bénin
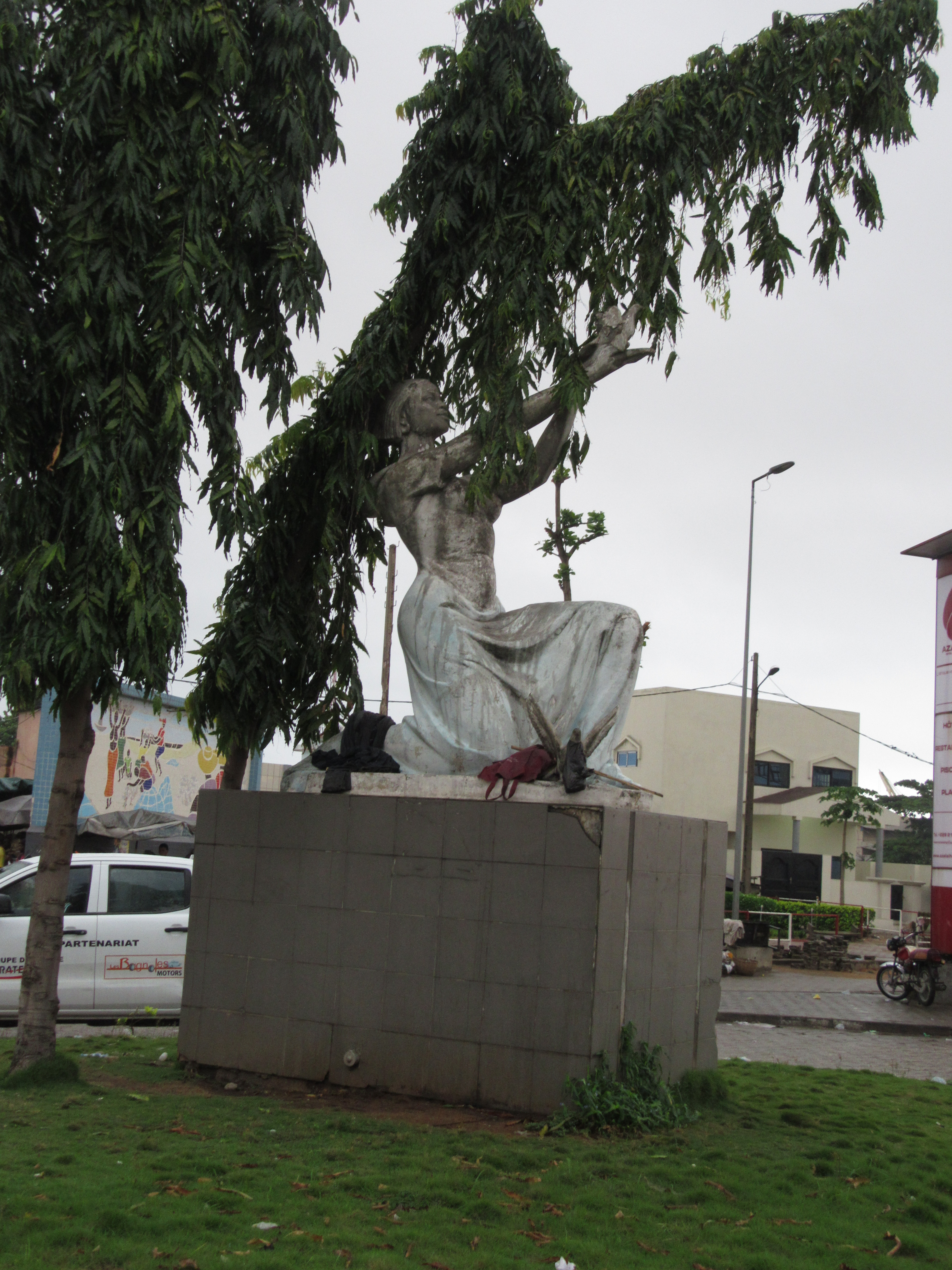
Une vue du Monument de la paix à Cotonou au Bénin
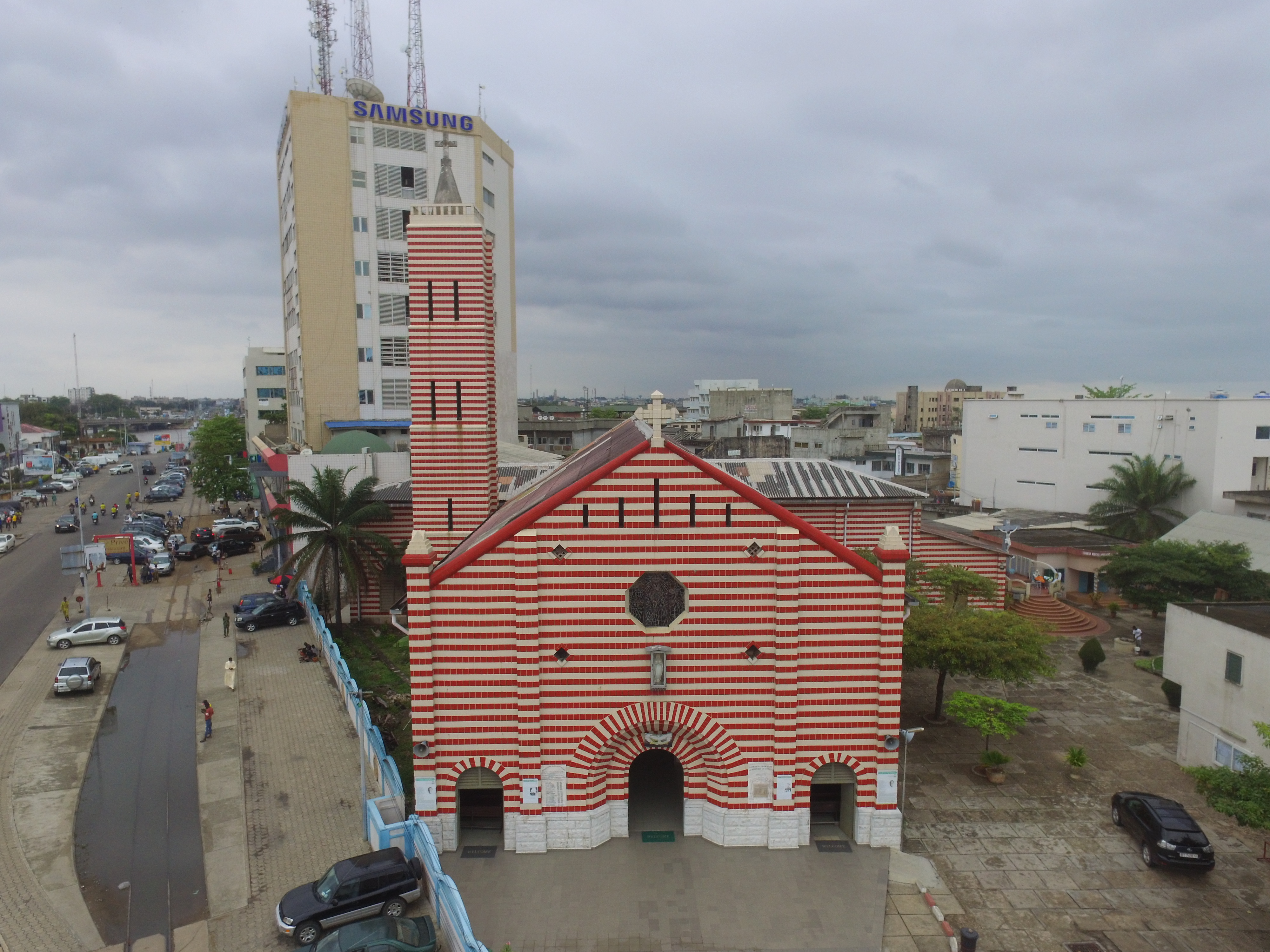
Cathédrale Notre-Dame-de-Miséricorde de Cotonou, Bénin
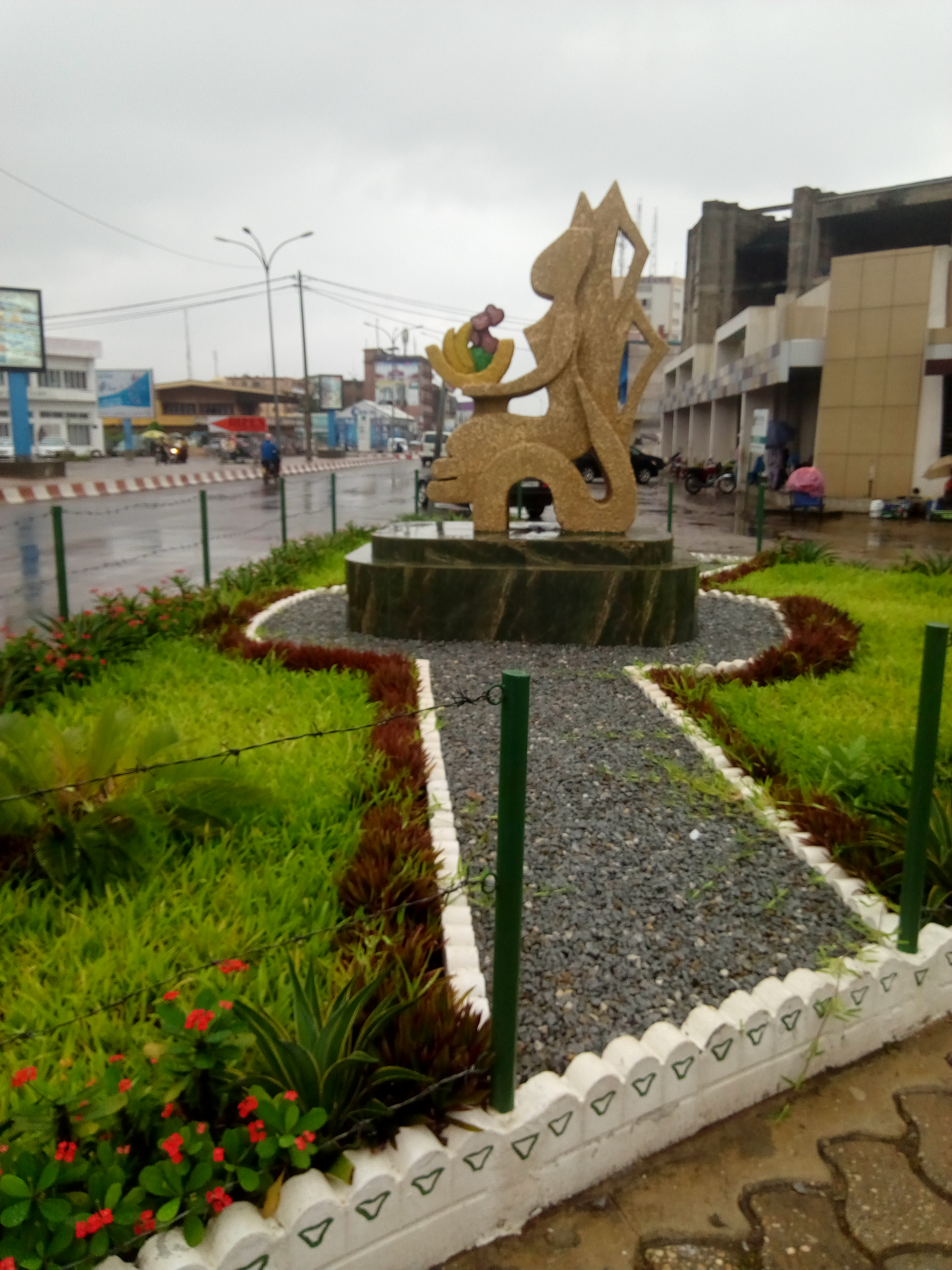
Une place à Placodji